# Kovanoluk, Buldan
Kovanoluk là một xã thuộc huyện Buldan, tỉnh Denizli, Thổ Nhĩ Kỳ. Dân số thời điểm năm 2010 là 227 người.